# Spiegelbrücke

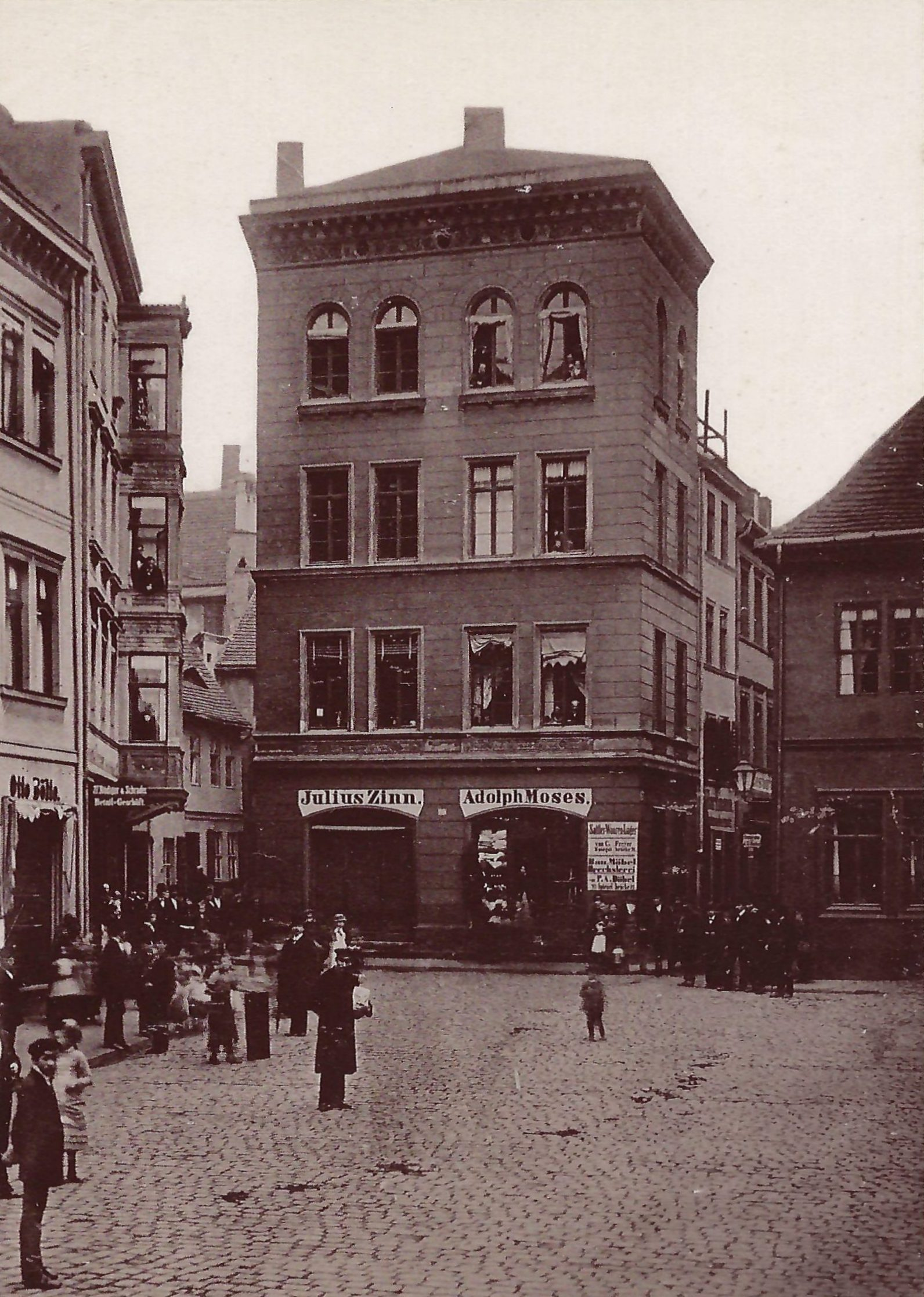
Blick auf das Eckhaus Spiegelbrücke 26 zwischen Spiegelhof (links) und Spiegelbrücke (rechts), vor 1886

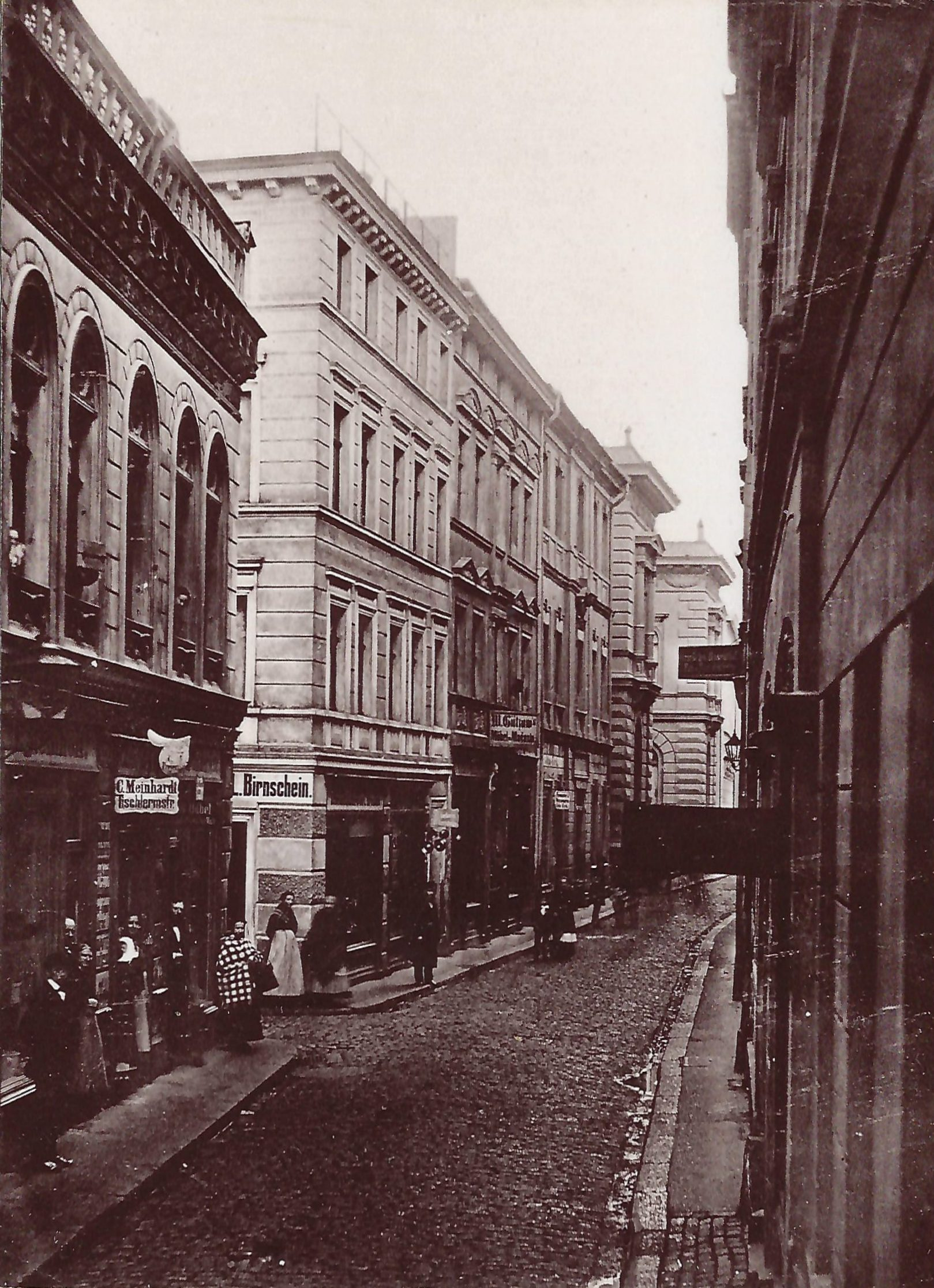
Blick von Westen durch den westlichen Teil der Spiegelbrücke mit den Häusern (von links) 21, 18, 17, 16 und 14/15, vor 1886

Die Spiegelbrücke war eine Straße in Magdeburg im heutigen Sachsen-Anhalt. Nach Zerstörungen im Zweiten Weltkrieg wurde die Straße aufgegeben.

## Lage und Verlauf
Die Straße befand sich in der Magdeburger Altstadt. Sie begann ursprünglich nördlich des Magdeburger Rathauses, wo sie vom Platz Bei der Hauptwache nach Osten abging. Sie verlief von dort aus als eher schmale Gasse nach Osten. Nach Norden gingen zeitweise drei Sackgassen, darunter der Spiegelhof ab. Nach Süden bestand ein Durchgang zum Johanniskirchhof. Die Spiegelbrücke mündete nach etwa 200 Metern auf die Stephansbrücke, schräg gegenüber der Gasse Krummer Berg, ein.
Die Hausnummerierung verlief von der Nummer 1 an der nordöstlichen Ecke des Rathauses aus auf der Südseite nach Osten. Zwischen Nummer 1 und 2 verlief nach Süden der gewundene Durchgang zum Johanniskirchhof. Östliches Eckhaus zur Stephansbrücke auf der Südseite war die Nummer 12. Auf der Nordseite war das Eckhaus die Nummer 13. Die Nummerierung verlief auf der Nordseite dann zurück nach Westen. Zwischen den Häusern 15 und 17 befand sich zeitweilig eine nach Norden abgehende Sackgasse. Eine weitere Sackgasse ging zwischen den Häusern 18 und 21 ab. Die Hausnummern 19 und 20 lagen in dieser Sackgasse. Zwischen den Häusern 26 und 27 ging die Sackgasse Spiegelhof ab. Letzte Hausnummer am nordwestlichen Ende war die Nummer 28.

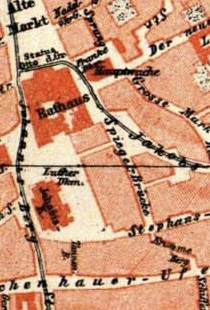
Spiegelbrücke auf einem Stadtplan nach dem Durchbruch der Jakobstraße von 1886

1886 wurde mit dem Durchbruch der Jakobstraße der Verlauf der Spiegelbrücke neu geordnet. Sie war nun deutlich kürzer und schloss sich erst östlich der Jakobstraße an.
Heute befindet sich an der Stelle des Straßenverlaufs die Freifläche nördlich des Rathauses, die Verkehrsfläche der Jakobstraße, der nördliche Teil eines in der Zeit der DDR quer zum historischen Verlauf der Spiegelbrücke in Plattenbauweise errichteten Zehngeschossers sowie Freiflächen beiderseits dieses Hauses.

## Geschichte
Der Bereich der Spiegelbrücke war bereits im 10. Jahrhundert besiedelt. Der Name der Spiegelbrücke ist einer der ältesten belegten Straßennamen Magdeburgs. Er wird schon 1284 in lateinischer Sprache als pons speculorum erwähnt. Im Gegensatz zu vielen anderen Straßen war für die Spiegelbrücke auch nie ein anderer Name in Gebrauch. Zurückgehen soll er auf das an der ursprünglichen Hausnummer 1 befindliche Haus Zu den drei Spiegeln. Der sich am westlichen Ende der Straße zwischen dem Haus 27/28 im Norden und dem Rathaus im Süden befindliche Platz hieß in der Zeit um 1700 Heide. Andere Name hierfür waren, etwa um 1640, Fischmarkt oder Kohlmarkt. Die Verbindung zum Johanniskirchhof hieß um 1631 Faule Gasse.
1886 wurde die Jakobstraße von Norden nach Süden verlängert und dabei der westliche Teil der Spiegelbrücke abgerissen. Letztlich endete die Spiegelbrücke dann mit ihrer Hausnummer 16.

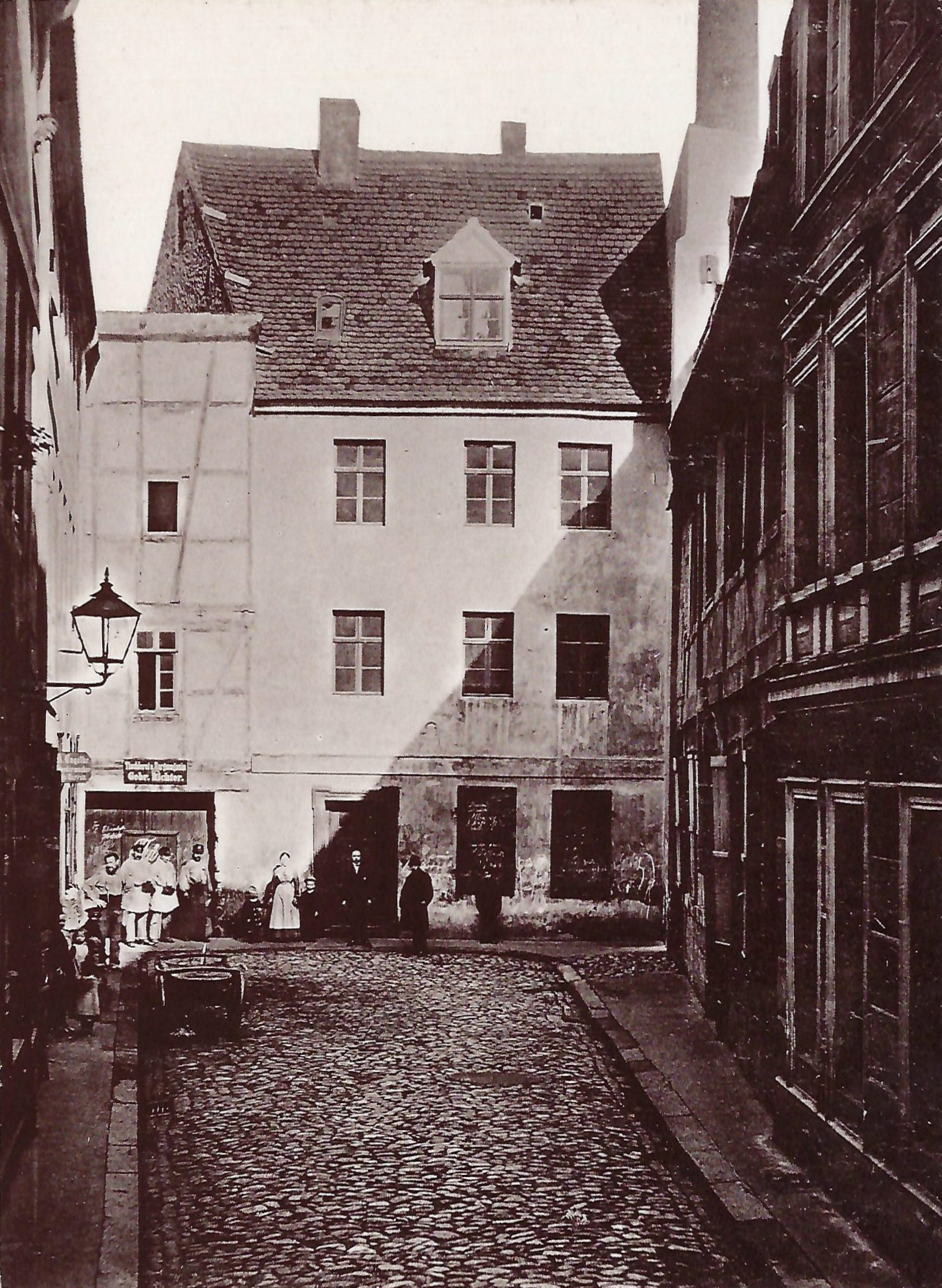
Blick in den Schornsteinfegerwinkel

Die drei von der Nordseite abgehenden Sackgassen verschwanden nach und nach. Der Spiegelhof im westlichen Teil wurde im Rahmen der Umbauten 1886 abgerissen und als Straße aufgegeben.  Die mittlere Sackgasse zwischen den Häusern 18 und 21 wurde um 1650 als Brackengäßchen bezeichnet, da die Familie Brake hier mehrere Häuser besaß. Im 19. Jahrhundert bestand auch der Name Schornsteinfegerwinkel. Sie wurde um das Jahr 1900 abgerissen. Im östlichen Teil befand sich zwischen den Nummer 15 und 17 eine weitere Sackgasse, für die jedoch kein Name überliefert ist. In einem Stadtplan von 1632 wurde sie noch als recht tief eingetragen, später jedoch verbaut. Ein 1829 noch vorhandener Rest verschwand zugunsten des Neubaus des Bankgebäudes von Zuckschwerdt und Beuchel.
In der Spiegelbrücke befanden sich auch die Häuser Zum blauen Schild, Zu den zwei Strahlen oder Pfeilen und Zu den heiligen drei Königen, deren genauer Standort jedoch nicht zugeordnet werden kann. Als Haus Zu den zwei Pfeilen (bzw. Strahlen) wird jedoch das Gebäude Spiegelbrücke 22 vermutet.

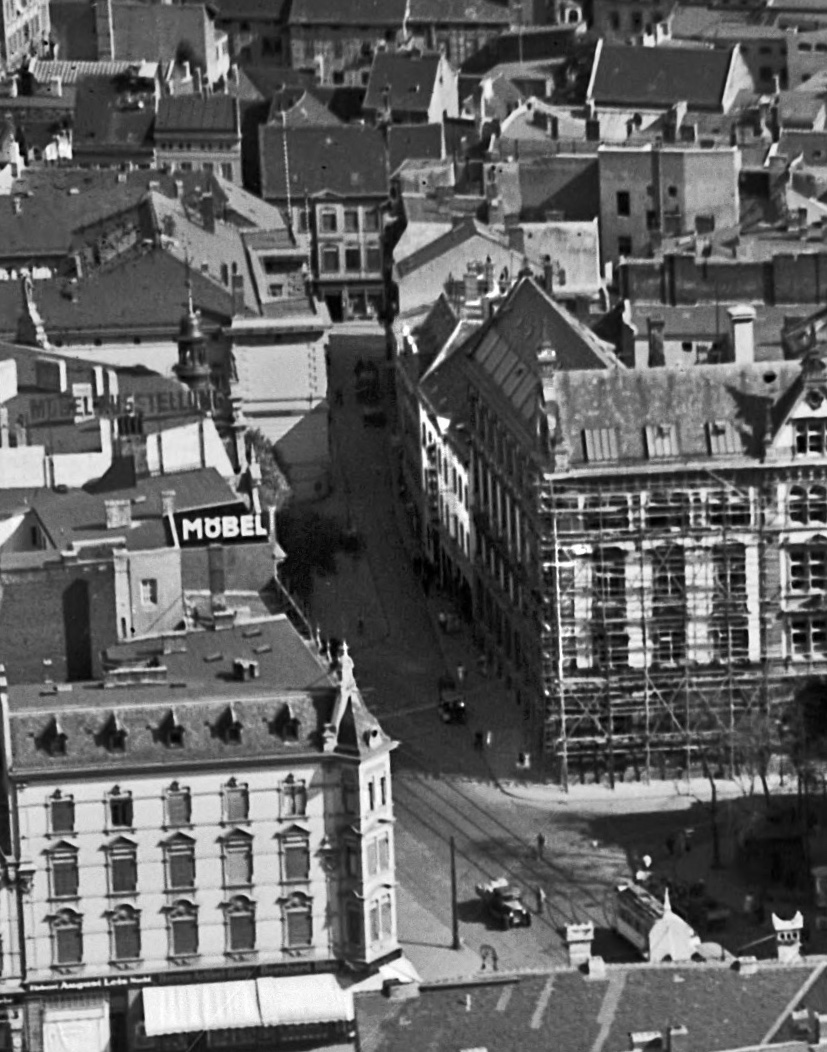
Luftbild mit Blick in die Spiegelgasse, 1929

Während des Zweiten Weltkriegs wurde die Magdeburger Innenstadt und dabei auch der Bereich der Spiegelbrücke schwer zerstört. In den 1950er Jahren fanden archäologische Grabungen statt. 1952 wurden zunächst die in Trümmern liegende Grundstücke Nummer 1 bis 10 untersucht, wobei vor allem Keramik des 13. und 14. Jahrhunderts gefunden wurde. 1959 fanden auf der Straße, insbesondere zwischen den Grundstücken 8/9 im Süden und 14/15 im Norden weitere Grabungen bis in etwa vier Meter tiefe statt. Es wurde dabei in etwa zwei Metern tiefe ein historisches Pflaster gefunden, das etwa auf das 13. Jahrhundert datiert wurde. In der Pflasterung fand man eine kleine Knochenplatte, die ursprünglich wohl zu einem Schrein gehörte. Auf der Platte war ein Harfenspieler mit ägyptischer oder assyrischer Flachbogenharfe abgebildet. Es wird vermutet, dass die Platte im Zug der Kreuzzüge nach Magdeburg gekommen sein könnte. Darunter befand sich ein weiteres, wohl aus dem 12. Jahrhundert stammendes Pflaster. In einer Grube wurde unter anderem auch ein vergoldeter Bronzebeschlag gefunden. Er wird auf das 9. oder 10. Jahrhundert datiert und ist mit einem stilisierten Baum und zwei beidseits angeordneten Vögeln verziert. Entdeckt wurde auch eine weitere Grube, aus der Zeit um das Jahr 1000. Letztlich fanden sich auch Scherben aus der jüngeren Bronzezeit.
Noch bis in die 1960er Jahre blieb die Straße gewidmet. In der Zeit der DDR erfolgte ein Wiederaufbau der Innenstadt, der sich in weiten Teilen nicht an die historische Stadtstruktur hielt. Die Spiegelbrücke wurde dabei aufgegeben und Teil ausgedehnter Grün- und Verkehrsfläche bzw. durch veränderte Bebauung der Jakobstraße überbaut. 1962 wurde die Baugrube für den zehngeschossigen Plattenbau ausgehoben, mit dem der Ostteil der Straße überbaut wurde.
Ein 2024 gestellter Antrag der Ratsfraktion Grüne/future! auf Wiederbenennung des erhaltenen westlichsten Teils des Verlaufs der Straße als Spiegelbrücke scheiterte am 13. Februar 2025 im Stadtrat. Es sollte stattdessen nur ein Zusatzschild auf die Historie der Gasse verweisen. Die Umsetzung des Beschlusses mit öffentlichen Mitteln wurde jedoch seitens der Stadtverwaltung abgelehnt.

## Historische Häuser der Spiegelbrücke
Die Straße hatte, basierend auf dem Verlauf bis 1886, folgende Grundstücke:
| Hausnummer                 | Name                               | Bemerkungen | Bild                                                                   |
| -------------------------- | ---------------------------------- | --- | ---------------------------------------------------------------------- |
| 1 (alt)                    | Zu den drei Spiegeln               | Das Haus wurde ab 1683 als Gasthaus genutzt. Im Zuge des Durchbruchs der Jakobstraße 1886 wurde das Gebäude abgerissen. | Blick auf die Westfassade, links der weitere Verlauf der Spiegelbrücke |
| 2, 3 (alt), später 1 bis 3 | Burgischer Hof                     | Bereits 1176 errichtete der Rat der Stadt Burg hier eine Warenniederlage, als Schauhaus für Waren, das in dieser Funktion auch als Theater bezeichnet wurde. Die Funktion als Kaufhaus der Stadt Burg blieb so bis zur Zerstörung Magdeburgs 1631. Noch bis 1693 lag das Grundstück wüst. Ab 1694 zahlte Burg wieder Hypothekenzinsen. 1698 wurde das Grundstück an die Johannisgemeinde verkauft, die hier zwei Häuser für Predigerwitwen errichtete. Das erste war bereits 1698 im Bau, das zweite dann 1710 fertiggestellt. Zumindest ab 1925 lebte das jüdische Ehepaar Simon und Minna Weinber im Haus Spiegelbrücke 3. Minna betrieb hier ein Strumpf-Spezialhaus. Beide flohen 1933/1934 vor der nationalsozialistischen Gewaltherrschaft nach Paris. Trotzdem wurden sie 1942 in das KZ Auschwitz deportiert und dort ermordet. Zwei 2022 gesetzte Stolpersteine erinnern an ihr Schicksal. Um 1950 durchgeführte archäologische Untersuchungen brachten diverse Scherben aus dem 11. und 12. Jahrhundert hervor, ließen jedoch keine näheren Schlüsse über den Burgischen Hof zu. |                                                                        |
| 4                          |                                    | 1631 und 1651 wurde als Eigentümer der, wohl in Folge der Zerstörung Magdeburgs von 1631, unbebauten Stätte Kaspar Biertümpel genannt. Das Grundstück gelangte dann an die städtische Kämmerei, die es 1693 dem Bürgermeister Heinrich Sebastian Wesche in Anerkennung seiner Verdienste schenkte. Ein Hintergedanke dabei war wohl jedoch auch, dass eine Vergabe an einen Kolonisten so vermieden wurde. Wesche verstarb noch 1693. Es gelangte dann an die Johannisgemeinde, die es zumindest 1698 für 1000 Taler an den Drechsler Hans Georg Lütsche, auch Litsch, verkaufte. Seine Erben blieben bis 1735 Eigentümer. |                                                                        |
| 5                          |                                    | Als erster Eigentümer des Backhauses ist Joachim Jahn überliefert. 1648 gehörte das mit einem Haus bebaute Grundstück dem Bäcker und Fleischer Joachim Woltersdorf. Im Jahr 1682 erbte es sein Sohn der Bäcker Daniel Wolterdorf, der allerdings 200 Taler zu zahlen hatte. Im Jahr 1693 gehörte es dem Bäcker Christoph Brockmüller, der es in diesem Jahr für 475 Taler an den Bäcker Hans Giesau verkaufte. Bereits 1697 verkaufte Giesau es für 920 Taler an den Bäcker Peter Richter. Richter verkaufte für 1130 Taler im Jahr 1703 n den Bäcker Peter Lepper, der bis 1721 Eigentümer blieb. |                                                                        |
| 6                          |                                    | 1631 und 1651 wurde als Eigentümer die Johannisgemeinde geführt, wobei es 1651, wohl nach der Zerstörung von 1631, noch wüst war. Neubebaut wurde das Grundstück dann im Jahr 1683 durch den Schlosser Jobst Heinrich Kuhlmann, auch Kühlemann. 1693 gehörte das Haus dem Schlosser Georg Heidler, der es 1699 für 500 Taler an den Glaser Johann Konrad verkaufte. Seine Erben veräußerten es 1710 für 440 Taler an den Glaser Heinrich Konrad, der bis 1735 Eigentümer blieb. |                                                                        |
| 7                          |                                    | In den Jahren 1631 und 1651 war Eigentümer Nikolaus Timpernagel, wobei das Grundstück 1651 wüst war. Im Jahr 1683 war dann Johann Jennert, auch Jenderich, Eigentümer des Hauses. 1694 verkauften es seine Erben für 150 Taler an den Schiffsknecht Hans Wege. Seine Witwe heiratete dann den Bäcker und späteren Sergeanten Johann Siegmund Brinkmann, der 1699 als Eigentümer geführt wurde. Er verkaufte es 1701 für 300 Taler an den Schneider Michael Hackmeister. 1707 erwarb es von ihm der Schneider Joseph Duplan für 360 Taler. Duplan verkaufte 1711 an den Hutmacher August Rube, dem sein gleichnamiger Sohn nachfolgte, der noch bis 1777 Eigentümer war. |                                                                        |
| 8                          |                                    | 1631 und 1651 gehörte das Grundstück Hans Pohlmann, wobei es 1651 als wüst geführt wurde. Im Jahr 1694 war der Tuchmacher Jakob Lüders Eigentümer des Hauses. Seine Erben verkauften es 1715 für 600 Taler an den Schlosser Wilhelm Wischke, auch Wieseke, der bis 1754 Eigentümer blieb. |                                                                        |
| 9                          |                                    | In den Jahren 1631 und 1651 war Andreas Zienitz Eigentümer des Grundstücks, das 1651 als wüst beschrieben wurde. Es folgte Bartel Kranke, dessen Erbe, der Böttcher Hans Berend, das Gebäude 1683 besaß. Zu diesem Zeitpunkt gehörte zum Grundstück als Hintergebäude auch das Haus Johanniskirchhof 2, 3a. 1715 wurde Christoph Jobst als Eigentümer genannt. Seine Erben hatten das Haus bis 1726 in Besitz. |                                                                        |
| 10                         | Zum Eichhörnchen                   | Erster bekannter Eigentümer war in den Jahren 1631 und 1651 Matthias Müller, wobei das Grundstück 1651 als wüst beschrieben wurde. Das leere Grundstück wurde 1652 von Müllers Erben für 45 Taler an den Schuhflicker Dietrich Meyer. Meyer war zumindest noch 1666 Eigentümer, 1683 wurden schon die Erben von Stephan Pape als Eigentümer des noch immer unbebauten Grundstücks genannt. Im Jahr 1716 wurde das Grundstück als Hinterstelle des Organistenhauses der Johannisgemeinde, Johanniskirchhof 3a geführt. Die Johannisgemeinde veräußerte das Gebäude im Jahr 1716 für 500 Taler an die Ehefrau des Kaufmanns Jakob Pöckels. Sie blieb bis 1745 Eigentümerin. |                                                                        |
| 11                         |                                    | Im Jahr 1631 wurde als Eigentümer Andreas Hille, fälschlich auch Mille, genannt. 1652/1653 war dann bereits sein Schwiegersohn Peter Krause Eigentümer, 1675 seine Witwe. Ihr folgte Meinhard Klunge und dann die Witwe des Spielmanns Hans Andreas Lepper. Sie verkaufte das wohl leere Grundstück im Jahr 1679 für 86 Taler an den Ziegelstreicher Hans Georg Sturm. Er wurde vom Böttcher Christoph Jost beerbt, der das Haus für 103 Taler an den Arbeitsmann und späteren Kornmakler Nikolaus Sauer verkaufte. Seine Witwe blieb noch bis 1742 Eigentümerin. |                                                                        |
| 12                         |                                    | Das Eckhaus zur Stephansbrücke war ein Lehn des Klosters Unser Lieben Frauen. Erste bekannter Besitzer war Baltasar Lüderwald. 1631 und 1651 gehörte das Grundstück dem Apfelhöker Paul Lüderwald, wobei es 1651 als wüst beschrieben wurde. 1666, das Grundstück war inzwischen wieder mit einem Haus bebaut, gehörte es dem Schuhflicker Christian Langkopf. 1679 und 1683 wurde seine Witwe als Eigentümerin geführt. Letztlich erbte es bis 1699 Langkopfs Schwiegersohn, der Beutler David Picht. Zum Anwesen gehörte eine Vorderstelle und ein kleines altes Hinterhaus. Picht bebaute das Grundstück neu. 1718 veräußerte er das Vorderhaus für 300 Taler an den Oberstleutnant Hans Martin und das Hinterhaus für 200 Taler an seine aus erster Ehe stammenden Kinder. Im Zuge der Erweiterung der Stephansbrücke wurde das Grundstück später Teil des Anwesens Stephansbrücke 39. |                                                                        |
| 13                         | Zum blauen Stern                   | Das Brauhaus war ein Lehen des Klosters Unser Lieben Frauen. 1598 wurde als Besitzer Baltasar Wagner genannt, ihm folgte seine Witwe nach. Im Jahr 1648 gehörte es Hermann Körber, danach Hans Körber, dann Nikolaus Lüders. 1658 wird die Witwe Adam Pohlmanns als Besitzerin geführt, 1716 Johann Dierks, der bis 1751 Besitzer blieb. |                                                                        |
| 14                         |                                    | In der Zeit vor 1631 gehörte das Brauhaus Peter Kunkel. 1631 wurden die Erben Jakob Erfurts (auch Herfurt) als Eigentümer genannt. Ihnen folgte Hans Becker, 1636 dann dessen Tochter, die Ehefrau von Paul Finxius in Lübeck nach. Sie verkaufte das leere Grundstück 1654 für 350 Taler an den Lohgerber Christoph Rötel, der es umgehend bebaute. Er war zumindest noch bis 1662 Eigentümer. 1679 gehörte es Samuel Rötel, seine Erben verkauften das Haus 1684 für 1100 Taler an den Brauer Christian Müller. Müller verstarb 1717 und wurde von seiner Witwe beerbt. |                                                                        |
| 15                         |                                    | Das Anwesen gehörte bis 1651 mit zur Nummer 14. Eigentümer war 1610 Jakob Erfurt, von 1621 bis 1651 Jakob Müller sowie sein Schwiegersohn Kapitänleutnant Martin Grunau. Im Jahr 1651 gehörte es den Erben Hans Beckers. Der Tuchmacher Joachim Kober verkaufte 1679 das zu diesem Zeitpunkt noch unfertige Haus für 220 Taler an den Schuster Hans Bierstedt. 1683 und 1689 wurde seine Witwe benannt, dann die Witwe Sendel. Im Jahr 1691 erwarb es der Kammerschreiber Christian Drabitius. 1696 war das Anwesen Gegenstand eines Tauschs zwischen dem Tuchmacher Hans Berlin und dem Chirurgen Heinrich Friedrich Dieckmann. Dieckmann war zumindest auch noch 1709 Eigentümer. |                                                                        |
| 16                         | Zum weißen Bär                     | In der Zeit vor 1631 gehörte das Haus bzw. der Ackerhof dem Stadtsyndikus Dr. Engelke Werdenhagen. 1631 wurde Kaspar Düvel (auch fälschlich Bierdummel) als Eigentümer genannt, 1651 der Handelsmann Michael Röber. Röbers Söhne veräußerten das wohl leere Grundstück für 250 Taler 1689 an die Witwe des Schusters Hans Bierstedt, die zuletzt 1690 als Eigentümerin genannt wurde. Der Advokat Friedrich Krüger war dann 1696 Eigentümer. Er bebaute das Grundstück und verkaufte das Gebäude für 1250 Taler an den Branntweinbrenner Heinrich Friedrich Dieckmann, der es zumindest bis 1712 besaß. |                                                                        |
| 17                         | Zum goldenen Stern                 | Im Jahr 1631 wurde Georg Laffert, auch fälschlich Lessen, als Eigentümer genannt. Auf ihn folgte Marx Laffert. 1639 wurde das wohl leere Grundstück von der Witwe Stephan Lafferts an Hermann Körber. Seine Erben verkauften das Grundstück für 350 Taler an den Kaufmann Klaus Lüders, der es 1657 für 440 Taler an die Erben Adam Pohlmanns verkaufte. Sie veräußerten es 1661 an Peter Mathias Lutteroth. Lutteroth bebaute das Grundstück dann neu, wurde aber schon 1663 wegen Kirchenraubs hingerichtet. Im Jahr 1683 war die Witwe des Brauers Marx Neuendorf, eine geborene Alemann, Eigentümerin. Sie war auch die Witwe Lutteroths. Sie veräußerte das Anwesen im Jahr 1690 für 1200 Taler an den Brauer Andreas Stegmann. Stegmann verkaufte 1712 für 2725 Taler an den Buchbinder Gottfried Behle, der es schon 1714 für 1300 Taler an Anna Magdalene Hilpert, geborene Schmidt, Ehefrau des Müllers Johann Hilpert verkaufte. Ihre Erben, zu denen auch ihr Schwiegersohn Graun, Kapellmeister Friedrich des Großen, gehörte, blieben bis 1748 Eigentümer. |                                                                        |
| 18                         |                                    | Das Haus war ein Lehen des Klosters Unser Lieben Frauen. In der Zeit vor 1631 war Dorothee Werchau Besitzerin, auf sie folgte die Erben des Kämmerers Heinrich von Braken. Ab 1625 lebte Ebeling Kaspar Alemann zur Miete im Haus. Nach der Zerstörung des Gebäudes 1631 bebaute Alemann das Grundstück neu. Er ist mit seinem Wappen am erhaltenen Stiftungsstein der Brauer- und Bäckerinnung am Ratswaageplatz verzeichnet. Die Erben verkauften 1653 die Stätte für 100 Taler an Alemann. Der Neffe Alemanns, der Brauer Peter Mathias Lutteroth, verkaufte das Haus 1661 für 260 Taler an den Notar und Buchführer Tobias Schröter. Seine Erben treten das Gebäude 1685 an den Advokaten Johann Heinrich Kammerhoff ab. Kammerhoff verkaufte es 1686 an den Stadtboten David Esaias Siebenhaar für 150 Taler, der es 1699 für 480 Taler an die Frau des Sattlers Johann Heimbürger, eine geborene Petrosilie, verkaufte. 1704 wurde es von ihr an die Ehefrau des Handelsmanns Andreas Eisfeld, ebenfalls eine geborene Petrosilie, für 480 Taler weiterverkauft. Noch im gleichen Jahr erfolgte ein Verkauf an den Messerschmied Abraham Guinand für 350 Taler. Zumindest bis 1724 blieb Guinand Besitzer. | Spiegelbrücke 18                                                       |
| 19                         |                                    | 1631 gehörte das Haus den Erben Heinrich von Brakens. 1666 wird das leere Grundstück vom Handelsmann Johann Georg Pietsch und dem Brauer Valentin Koch für 45 Taler an den Subkonrektor Johann Chenius. Chenius ist zuletzt für das Jahr 1704 als Eigentümer belegt. 1718 besaß Leutnant Beyer das Gebäude. Bis 1730 gehörte es schließlich der Witwe Johann Lietzkes. |                                                                        |
| 20                         |                                    | Im Jahr 1631 gehörte das Haus der Witwe Heinrichs von Braken. Ihr folgten die Erben des Pastors Aaron Burkard nach. Zu den Erben gehörte die Frau von Karl Opitz. Auf die Erben folgte als Eigentümerin Anna Sophie Alemann, sie war die Witwe von Peter Mathias Lutteroth. Sie veräußerte das leere Grundstück im Jahr 1665 für 55 Taler an den Glaskramer Georg Böhme. Böhme bebaute das Grundstück neu. Seine Witwe verkaufte das Gebäude im Jahr 1692 an den Diakonus der Jakobikirche, Martin Stegemann, für 264 Taler. Ihm folgte als Eigentümerin seine Witwe nach, die 1702 für 325 Taler an den Schornsteinfeger Baltasar Hübner verkaufte. Er blieb bis 1730 Eigentümer. | Spiegelbrücke 20                                                       |
| 21                         |                                    | Zum Haus gehörte als Hinterhaus das Gebäude Spiegelhof 1. In der Zeit vor 1631 gehörte es Heinrich Weber, 1631 dann dem Glaser Georg Kittner. Ihm folgte zumindest ab 1646 als sein „Ehenachfolger“ der Fleischer Andreas Ernst nach, der in der Zeit bis 1651 das Grundstück neu bebaute. Er wird auch noch 1671 als Eigentümer genannt. Das Haus gehörte dann 1683 dem Nagelschmied Johann Rustenbeck, der auch 1718 noch genannt wurde. Nach ihm war bis 1732 Martin Rustenbeck Eigentümer. |                                                                        |
| 22                         | Zu den zwei Pfeilen (Strahlen) (?) | In den Jahren 1651 und 1653 war Joachim Hermann, auch Harms, Eigentümer. Ihm folgte der Kämmereidiener Andreas Kriependorf nach. Kriependorf bebaute das leere Grundstück neu und blieb bis 1683 Eigentümer. Sein Schwiegersohn, der Orgelbauer Heinrich Herbst, veräußerte das Haus für 330 Taler im Jahr 1692 an Hans Rustenbeck. Dessen Witwe war bis 1718 Eigentümerin. |                                                                        |
| 23                         |                                    | Im Jahr 1631 gehörte das Haus Stephan Lüdecke. Er verkaufte 1671 das leere Grundstück für 40 Taler und 50 Gl an Andreas Kriependorf. Sein Schwiegersohn, der Schoßschreiber Christian Drabitius, erbte das Haus 1685. Er veräußerte es im Jahr 1692 an den Glaser Stephan Schlewitz für 550 Taler. Dessen Witwe verkaufte es für 640 Taler im Jahr 1718 an den Handelsmann Jeremias Fätz. |                                                                        |
| 24                         |                                    | In der Zeit vor 1631 gehörte das Haus Johann Schmidt. 1631 und 1651 wurde Heinrich Thielemann als Eigentümer geführt, wobei im Jahr 1651 das Anwesen als Stätte, also unbebautes Grundstück, bezeichnet wurde. Es folgte der Schneider Kaspar Hase und dann dessen Schwiegersohn, der Schneider Johann Pfund. Noch 1685 war es unbebaut. Pfunds Witwe verkaufte 1694 das Grundstück mit einem noch nicht fertiggestellten Haus für 230 Taler an den Wasserbrenner Georg August Kopitz. Sein Ehenachfolger, der Seidenkramer Melchior Müller, verkaufte das Anwesen dann im Jahr 1706 für 500 Taler an den Buchdrucker Johann Daniel Müller. Müller besaß es aber nur kurz und verkaufte 1708 für 500 Taler an den Seifensieder Daniel Germershausen, der es 1711 an den Seifensieder Johann Jakob Rosenthal weiter veräußerte. |                                                                        |
| 25                         |                                    | In den Jahren 1631 und 1653 wurde als Eigentümer Joachim Meinecke geführt, wobei das Grundstück 1651 als wüst beschrieben wird. 1683 gehörte dann das zu diesem Zeitpunkt mit einem Haus bebaute Grundstück der Witwe des Kürschners Johann Spiegel. Christoph Spiegel veräußerte das Gebäude dann für 170 Taler im Jahr 1687 an den Kürschner Heinrich Fels. 1698 verkaufte Fels es für einen Preis von 280 Talern an Tobias Reichel, der ebenfalls Kürschner war und es 1702 für 350 Taler an den Pantoffler Andreas Hellwig weitergab. Hellwig blieb bis 1723 Eigentümer. |                                                                        |
| 26                         |                                    | Für die Jahre 1631 und 1650 gehörte das Haus der Witwe des Schneiders Hans Kühne, auch Köhn. Von ihr erbte der Schneider Hans Sachse. 1651 baute der Schneider Kaspar Hase auf dem Grundstück ein neues Haus. 1653 erwarb er dann für 107 Taler von Sachse auch das Grundstück. Hases Töchter verkauften das Gebäude an den Chirurgen Heinrich Friedrick Dieckmann im Jahr 1690 für 375 Taler. 1696 tauschte Dieckmann das Grundstück mit dem Tuchmacher Hans Berlin. Berlin verkaufte es dann bereits 1698 für 400 Taler an die Hebamme Anna Feldhausen. Sie bedachte testamentarisch den Bürgermeister Dr. Albrecht Friedrich von Syburg. Seine Erben wiederum verkauften es 1711 für 550 Taler an den Strumpfstricker Johann Georg Holstein. | Spiegelbrücke 26, Blick von Westen                                     |
| 27                         | Zur grünen Heide                   | In der Zeit vor 1630 gehörte das Brauhaus, zu dem auch das Hinterhaus Hauptwache 3 b gehörte, der Witwe von Joachim Lüders und dann ihren Erben, Jakob Jennerichs Kinder. Diese treten das wohl leere Grundstück im Jahr 1644 an die Witwe von Peter Dhuis ab. Ihr Erbe, der Brauer Johann Denker ist 1648 Eigentümer und bebaut das Grundstück neu. Mit seinem Tod im Jahr 1665 ging das Anwesen an seine Witwe, die es 1671 an Jakob Heinrich Werner verkaufte. Im Jahr 1683 wurde der Brauer Hermann Körber als Eigentümer geführt, 1688 der Summissar Christian Damisch. Ihm folgte seine Witwe nach, die es dann für 1700 Taler im Jahr 1712 an den Steinmetz Heinrich Bothe verkaufte. Bothe blieb nur bis 1714 Eigentümer und veräußerte an Georg Martin Hose, der bis 1723 Eigentümer blieb. Nach der Neuanlage der Jakobstraße 1886 gelangte der Rest des Areals zum Grundstück Jakobstraße 51. |                                                                        |
| 28                         | Zum blauen Engel                   | Im Jahr 1631 war Philipp Hamm, auch Hammer, als Eigentümer verzeichnet. Seine Erben verkauften das leere Grundstück 1652 an den Zimmermann Michael Jakob für 217 Taler. Jakob errichtete in der Zeit bis 1662 dann ein neues Haus. Er wird zuletzt 1675 als Eigentümer erwähnt. 1683 gehörte das Anwesen dann schon der Witwe des Drechslers Heinrich Lößnitz. 1694 wurde das Haus von Christian Löschnitz für 327 Taler an den Schmelzer Johann Christoph Ahlhelm verkauft, der bis 1724 Eigentümer blieb. Im Zuge der Neuanlage der Jakobstraße 1886 wurde das restliche Grundstück dann Teil der Jakobstraße 52. |                                                                        |